# Trimère (chimie)
Pour les articles homonymes, voir Trimère.

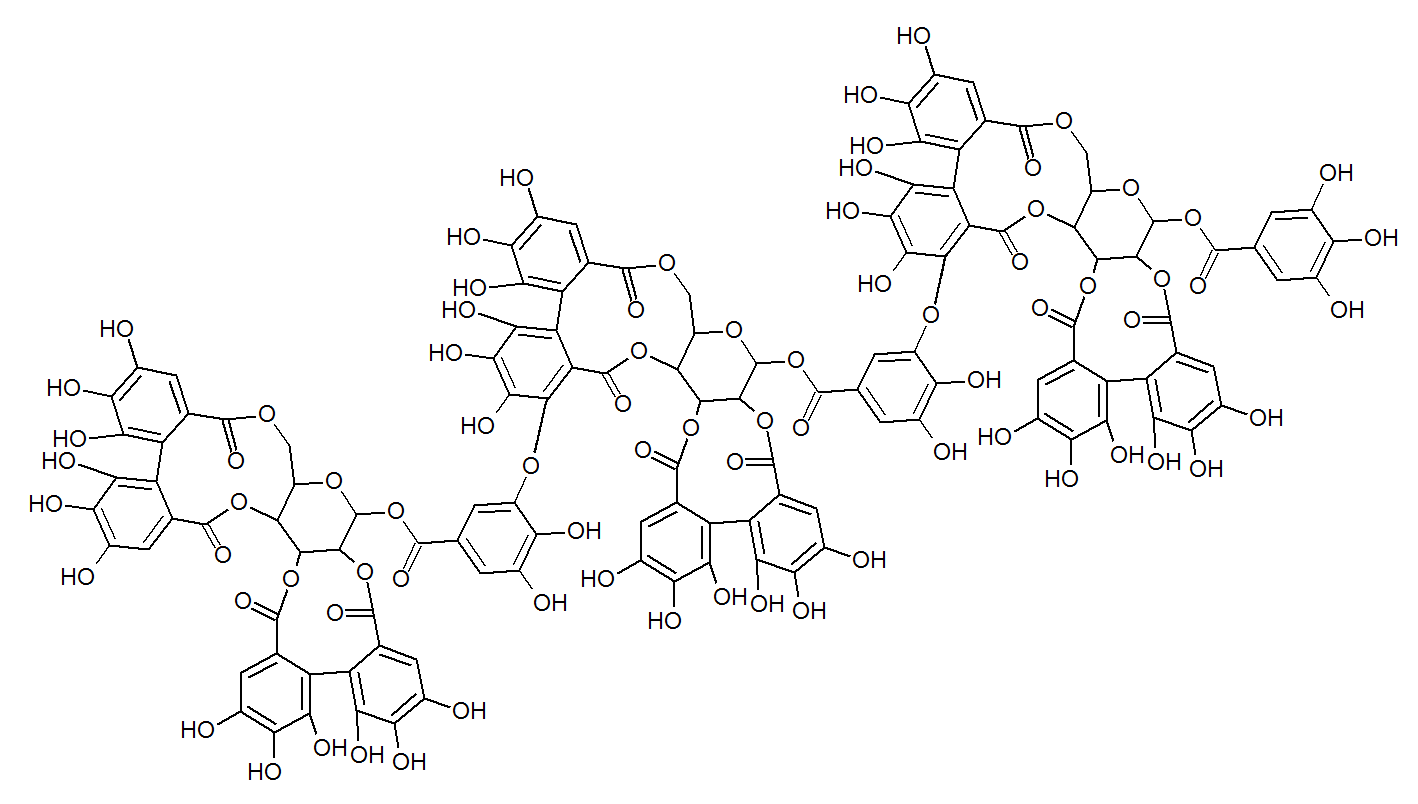
La lambertianine C est un ellagitanin. La molécule est un trimère de la casuarictine.

En chimie, un trimère est un objet moléculaire ou une structure composée de l'association de 3 éléments de base semblables entre eux.
C'est un composé chimique issu de la réaction entre trois molécules identiques (appelées monomères). 
La réaction chimique qui produit des trimères est appelée trimérisation.

## Trimères cycliques

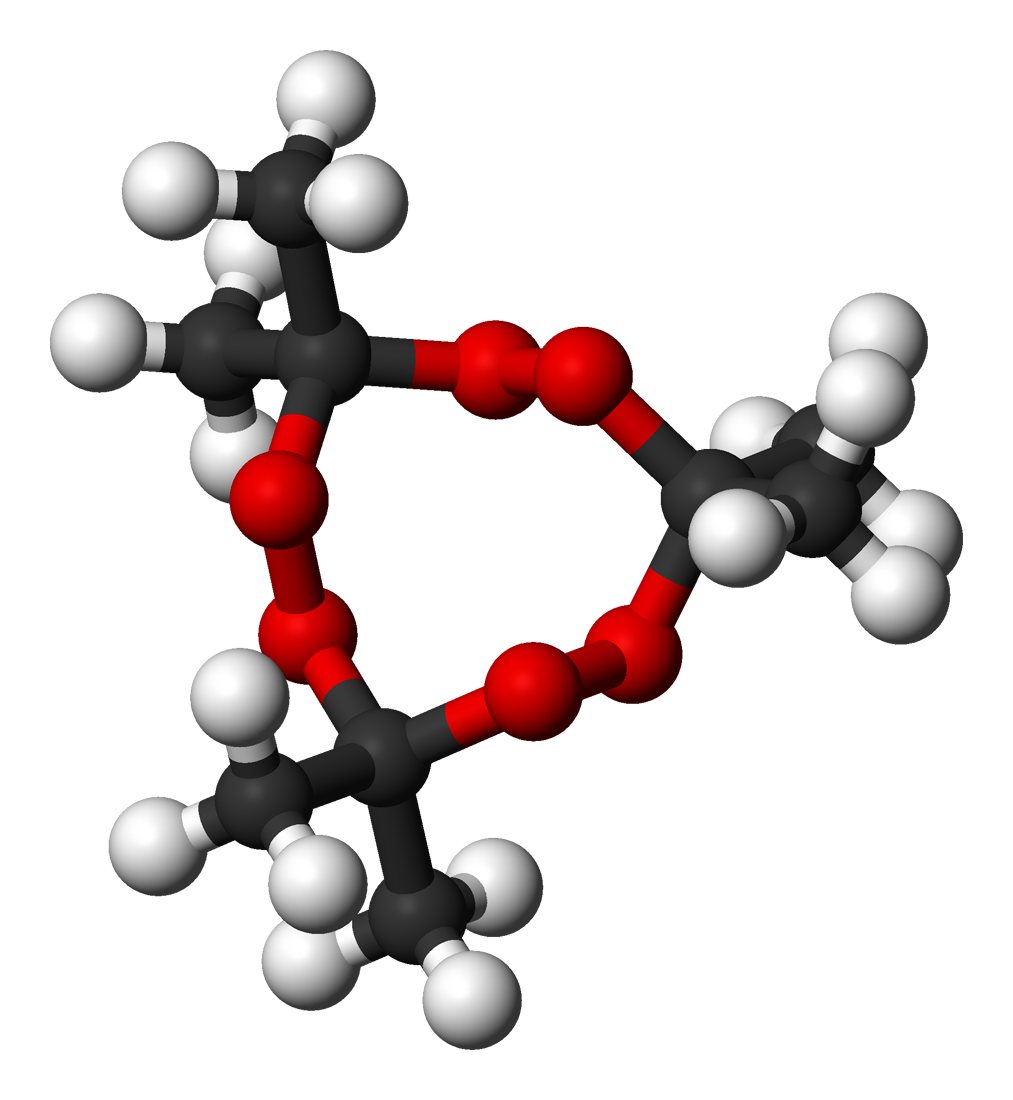
Peroxyde d'acétone

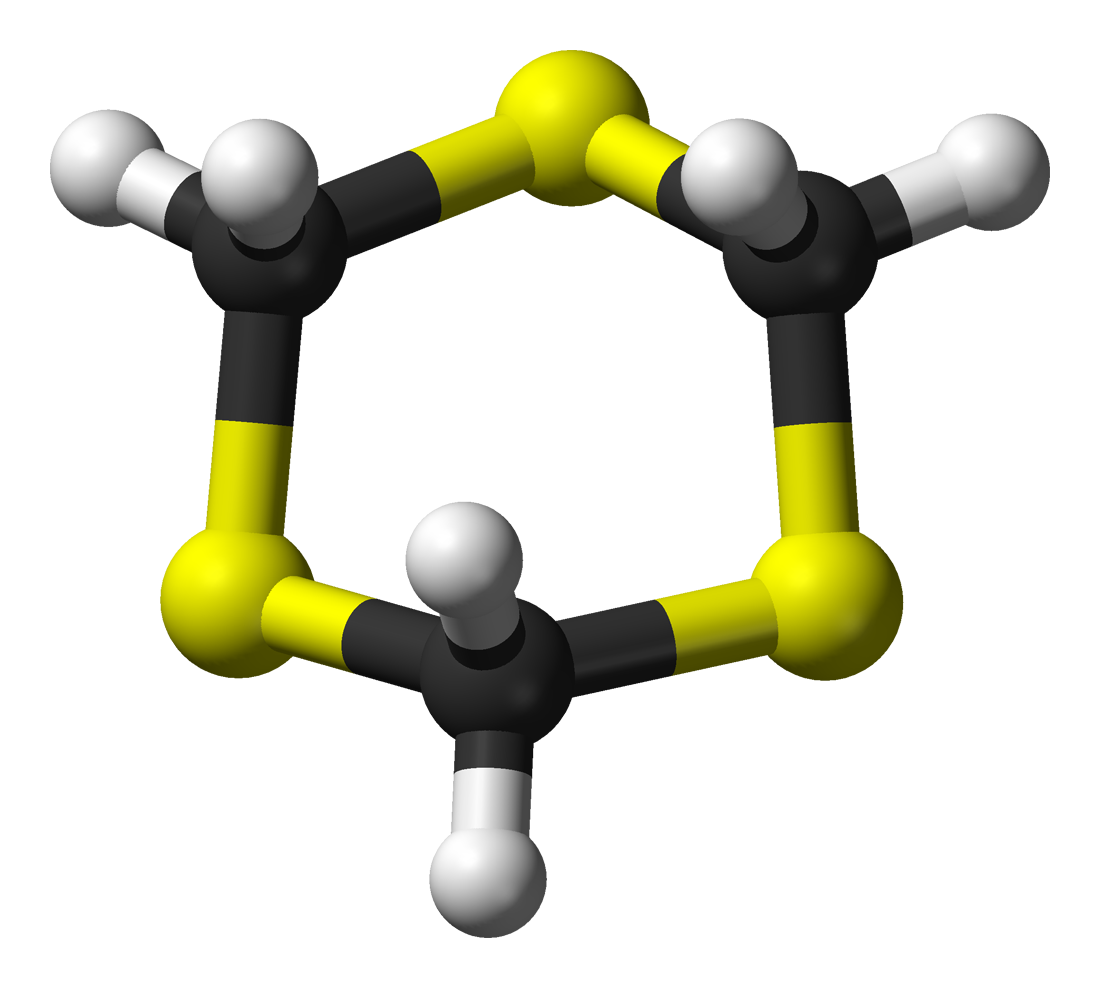
1,3,5-trithiane

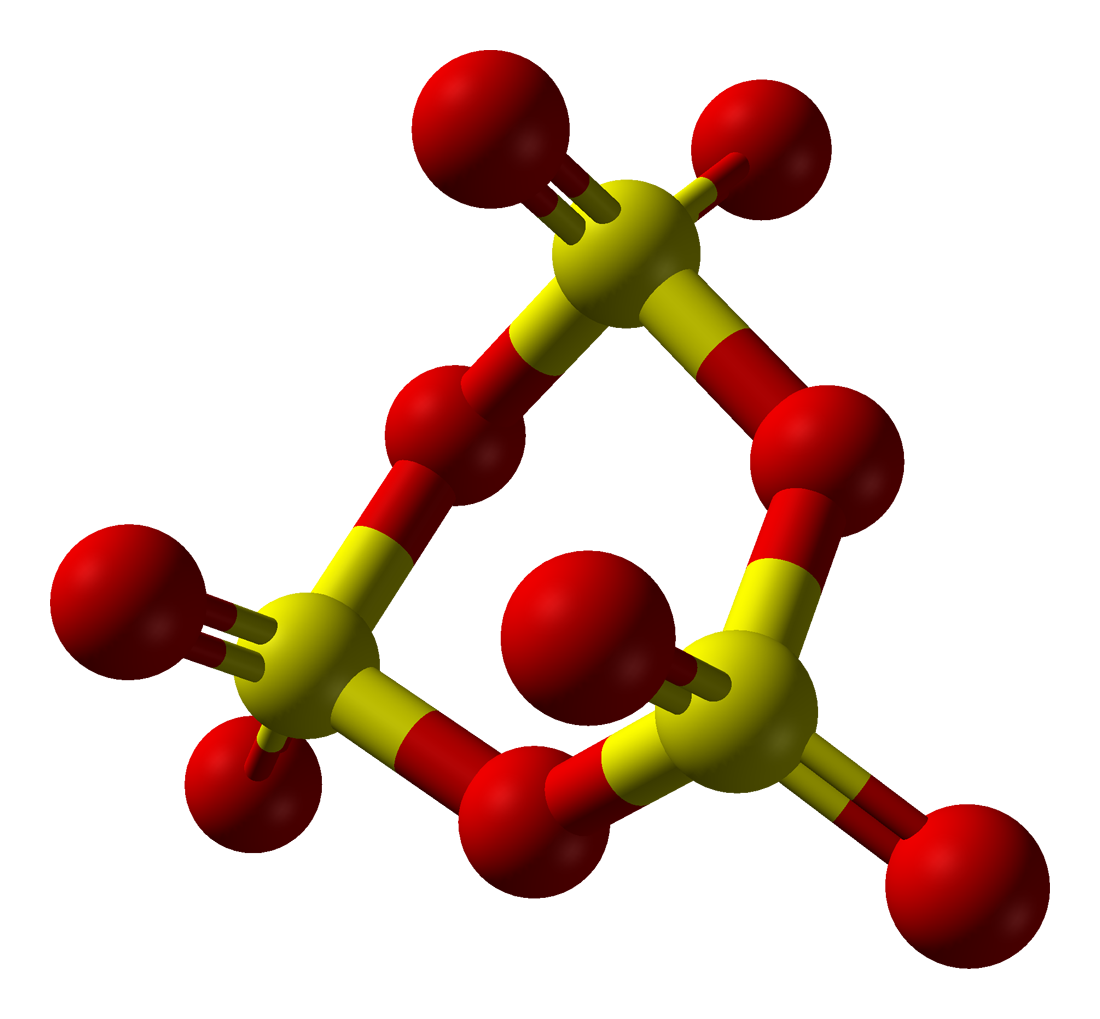
trioxide de soufre

On rencontre fréquemment des trimères particuliers, les trimères cycliques. 
Certains composés sont facilement trimérisables :
- les isocyanates aliphatiques ;
- les acides cyaniques.

Exemple de trimérisation de l'acétylène :